# Selezione maschile di pallavolo del Principato di Monaco
La selezione maschile di pallavolo del Principato di Monaco è una squadra europea composta dai migliori giocatori di pallavolo del Principato di Monaco ed è posta sotto l'egida della Federazione pallavolistica del Principato di Monaco.

## Rosa
Segue la rosa dei giocatori convocati per i XX Giochi dei piccoli stati d'Europa.
| N° | Nome            | Ruolo | Data di nascita | Squadra |
| -- | --------------- | ----- | --------------- | ------- |
| 1  | Thomas Linhares | S     | 17 aprile 1998  | Monaco  |
| 3  | Gaël Kérinec    | P     | 1999            | Monaco  |
| 4  | Guilhem Delon   | S     | 1997            | Monaco  |
| 7  | Vincent Aspe    | C     | 1995            | Monaco  |
| 8  | Bastien Prévit  | O     | 4 maggio 1985   | Monaco  |
| 10 | Marin Bigler    | S     | 23 gennaio 1999 | Monaco  |
| 11 | Stéphan Valat   | C     | 1º gennaio 1990 | Monaco  |
| 12 | Frank Gopcevic  | S     | 1985            | -       |
| 13 | Julien Corsini  | O     | 1985            | -       |
| 18 | Cédric Ickowicz | P     | 1988            | Monaco  |

## Risultati

### Competizioni zonali
| 1987 | ?               | -            |
| 1989 | ?               | -            |
| 1991 | 3º posto        | Convocazioni |
| 1993 | 2º posto        | Convocazioni |
| 1995 | ?               | -            |
| 1997 | ?               | -            |
| 1999 | ?               | -            |
| 2001 | ?               | -            |
| 2003 | non qualificata | -            |
| 2005 | non qualificata | -            |
| 2007 | 6º posto        | Convocazioni |
| 2009 | non qualificata | -            |
| 2011 | non qualificata | -            |
| 2013 | 3º posto        | Convocazioni |
| 2015 | 4º posto        | Convocazioni |
| 2017 | 4º posto        | Convocazioni |
| 2019 | non qualificata | -            |
| 2025 | 4º posto        | Convocazioni |